# Käptn Peng & Die Tentakel von Delphi
Käptn Peng & Die Tentakel von Delphi ist eine 2012 gegründete deutsche Alternative-Hip-Hop-Band mit Robert (Käptn Peng) und Johannes Gwisdek (Shaban) als Sänger. Die Band trat auch schon ohne Robert Gwisdek als Die Tentakel von Delphi in Erscheinung.

## Geschichte
Die Brüder Johannes und Robert Gwisdek musizierten bereits seit mehreren Jahren als Shaban & Käptn Peng, bis sie 2012 gemeinsam mit drei weiteren Musikern Käptn Peng & Die Tentakel von Delphi gründeten. Am 12. April 2013 veröffentlichten sie ihr erstes Album Expedition ins O über das eigene Label Kreismusik. Laut.de beschreibt es als eine „charmante und großteils akustisch produzierte Fusion aus Funk-Rock und Alternative.“
Im Februar 2017 kündigte die Band ihr drittes Album Das nullte Kapitel an, das am 19. Mai 2017 erschien. Am 10. März wurde die Single Wobwobwob veröffentlicht.

## Stil

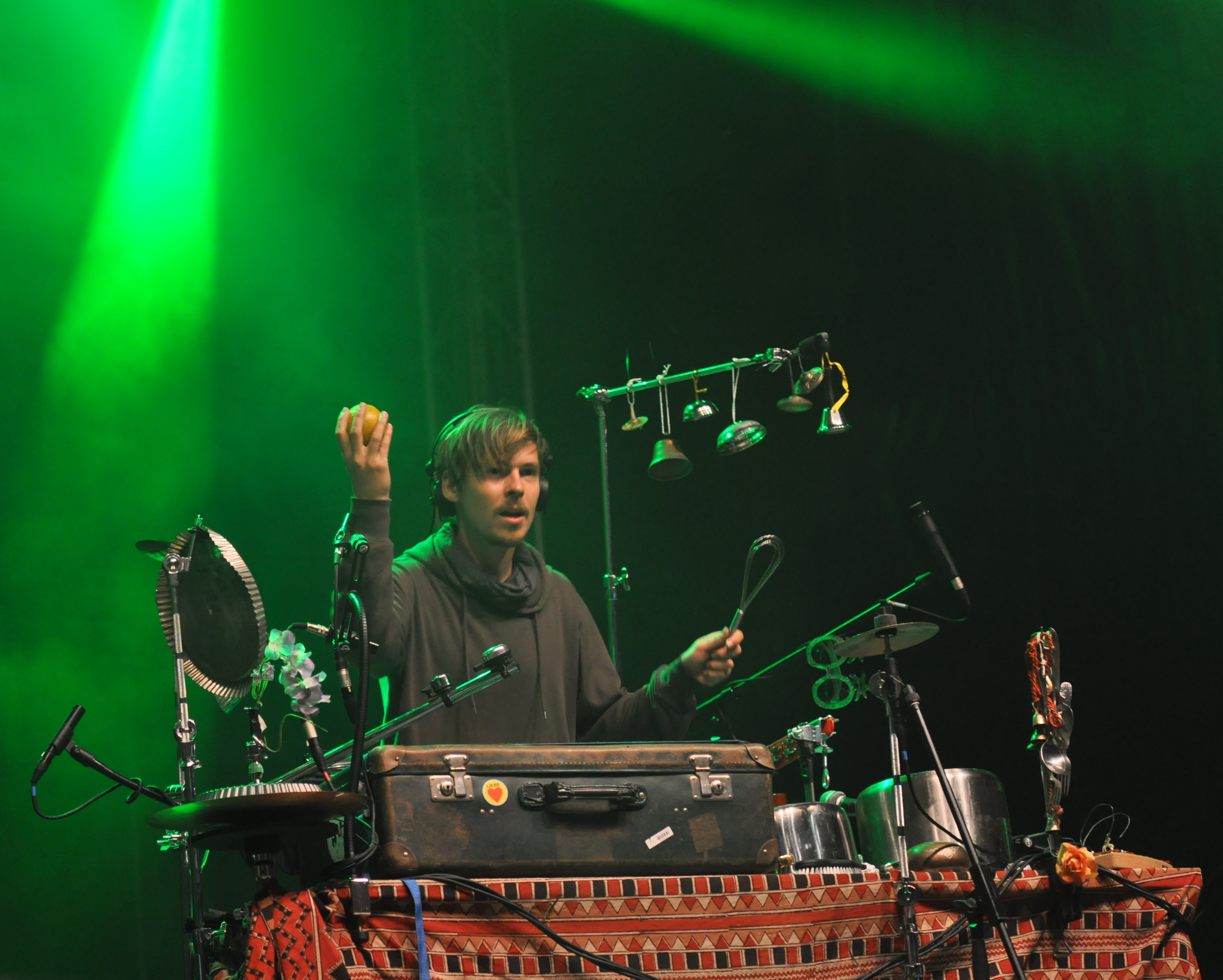
Instrumente der Band – es werden teilweise gewöhnliche Haushaltsgegenstände verwendet.

Die Tentakel von Delphi spielen mit Musikinstrumenten – auf Audiosamples wird verzichtet – und benutzen dabei auch außergewöhnliche Instrumente wie Haushaltsartikel („Da ist dann vom Kuchenblech über einen alten Koffer bis zum abgewetzten Besen eine Menge obskures Zeug dabei.“).

## Diskografie
Alben und EPs
- 2013: Expedition ins O (Kreismusik)
- 2015: Alki Alki OST (Kreismusik)
- 2017: Das nullte Kapitel (Kreismusik)
- 2019: Drachendressur (EP, Download, Kreismusik)[8]
- 2019: It's is my life – Zyklopen im Traktorstrahl (EP, Kreismusik)
- 2022: Die Känguru Verschwörung (Soundtrack)